# コリンウッド (戦艦)
|          |                                                    |
| 艦歴     |                                                    |
| 発注     |                                                    |
| 起工     | 1907年2月3日                                       |
| 進水     | 1908年11月7日                                      |
| 就役     | 1910年4月                                          |
| 退役     |                                                    |
| その後   | 1922年12月12日にスクラップとして売却               |
| 除籍     |                                                    |
| 性能諸元 |                                                    |
| 排水量   | 19,250 トン                                        |
| 全長     | 536 ft (163.4 m)                                   |
| 全幅     | 84 ft (25.6 m)                                     |
| 吃水     | 26.8 ft (8.2 m)                                    |
| 機関     | パーソンズ式タービン、4軸推進、24,500 shp          |
| 最大速   | 21ノット                                           |
| 乗員     |                                                    |
| 兵装     | 12インチ砲10門 4インチ砲20門 18インチ魚雷発射管3門 |

コリンウッド (HMS Collingwood) はイギリス海軍の戦艦。セント・ヴィンセント級。

## 艦歴
1907年2月3日起工。1908年11月7日進水。1910年4月就役。本国艦隊の第1戦隊に所属する。1911年2月、スペイン、フェロル沖の海図に載っていない岩礁で座礁した。
1912年6月にコリンウッドは第1戦艦戦隊旗艦となり、1914年8月にグランドフリートに加わった。1916年、ユトランド沖海戦に参加。この時、後のジョージ6世がコリンウッドに乗っていた。
1916年、コリンウッドは第4戦艦戦隊に編入された。その後ポーツマスで砲術練習艦として使用され、1922年にスクラップとして売却された。